# Gaur (Nepal)
Gaur (nep. गौर)  – miasto w południowym Nepalu; w prowincji numer 2. Według danych szacunkowych na rok 2011 liczyło 35 370 mieszkańców .